# 22429 Jurašek
22429 Jurašek è un asteroide della fascia principale. Scoperto nel 1996, presenta un'orbita caratterizzata da un semiasse maggiore pari a 2,6737733 UA e da un'eccentricità di 0,0669191, inclinata di 22,80683° rispetto all'eclittica.